# 浜松バイパス

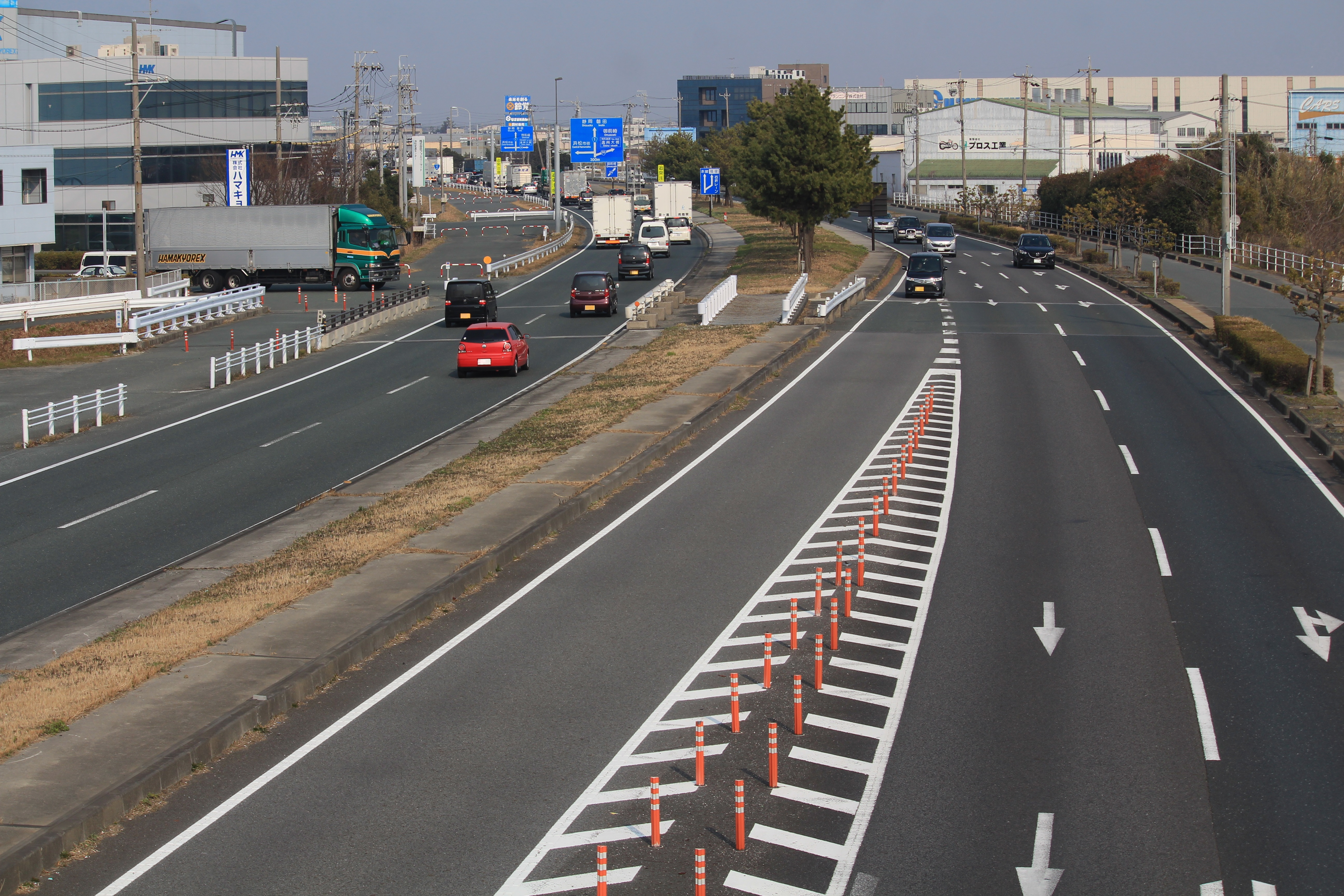
浜松バイパス、浜松市南区（現・中央区）福塚町にて

浜松バイパス（はままつバイパス）は、静岡県磐田市から同県浜松市を結ぶ国道1号のバイパス道路である。

## 概要
戦後のモータリゼーションの発達により、浜松市中心部を通過する国道1号は慢性的に交通渋滞を発生させていた。1960年ごろの交通量調査で「浜松市街を通過する車両はここを通過するだけの長距離トラックが多い」ことがわかり、市街地から離れた浜松市南部を通過するバイパスを建設してこれら通過車両を誘導することとなった。
また、1969年に全線開通したが、これは静岡県内の国道1号バイパスとしては初期の段階での開通である。
- 起点：静岡県磐田市小立野
- 終点：静岡県浜松市中央区篠原町
- 全長：18.3 km
- 車線数：全線4車線（北島交差点 - 長鶴交差点区間は6車線、小立野IC - 北島交差点区間は8車線、中央帯には2車線分の用地あり）
  - 開通当初は暫定2車線での供用。

### 接続するバイパスの位置関係
（東京方面） - 磐田バイパス - 浜松バイパス - 浜名バイパス - （名古屋方面）

## 歴史
- 1969年（昭和44年）10月27日 - 供用を開始する。
- 1973年（昭和48年）4月1日 - 本線に昇格する。なお、旧道となった区間は、北島交差点 - 連尺交差点は国道152号、連尺交差点 - 篠原交差点は国道257号に変更される。
- 1974年（昭和49年） - 新天竜川橋が2車線から4車線へ拡幅される。
- 1976年（昭和51年） 4月6日- 国道152号と平面交差だった北島交差点の上り線が高架化。
- 1993年（平成5年） 12月9日- 全線4車線化された。
- 2006年（平成18年）10月8日 - 新たな新天竜川橋の供用を開始する。
- 2008年（平成20年）3月24日 - 小立野IC - 北島交差点区間が8車線に拡幅される。

## インターチェンジなど
※以下、ICはインターチェンジの略。
| 施設名                                                        | 接続路線名                                                     | 備考                 | 所在地        |
| ------------------------------------------------------------- | -------------------------------------------------------------- | -------------------- | ------------- |
| 国道1号（磐田バイパス）静岡・東京方面                         |                                                                |                      |               |
| 小立野IC                                                      | 静岡県道413号磐田袋井線（旧国道1号）、 静岡県道262号豊田竜洋線 | 豊橋方面のみ接続     | 磐田市        |
| 新天竜川橋                                                    |                                                                |                      | 磐田市/浜松市 |
| 中野町IC                                                      | 静岡県道261号磐田細江線、 静岡県道313号笠井飯田線              | 豊橋・静岡方面出入口 | 浜松市中央区  |
| （この先より平面供用、この間上り線側のみ利用可能な丁字路あり) |                                                                |                      | 浜松市中央区  |
| 安新歩道橋交差点                                              | 静岡県道314号中野市野線                                        |                      | 浜松市中央区  |
| （この先より立体交差）                                        |                                                                |                      | 浜松市中央区  |
| 北島ランプ/ 北島交差点                                        | 国道152号、E1 東名高速道路（浜松IC）、 静岡県道65号浜松環状線  |                      | 浜松市中央区  |
| 薬師ランプ/ 薬師交差点                                        |                                                                |                      | 浜松市中央区  |
| （この先より平面供用、交差点・信号多数あり）                  |                                                                |                      | 浜松市中央区  |
| 飯田交差点                                                    | 静岡県道313号笠井飯田線                                        |                      | 浜松市中央区  |
| 飯田南交差点                                                  | 静岡県道315号五島天竜川停車場線                                |                      | 浜松市中央区  |
| 石原交差点                                                    | 国道150号                                                      |                      | 浜松市中央区  |
| 四本松ランプ                                                  |                                                                |                      | 浜松市中央区  |
| 大柳交差点                                                    | 静岡県道316号舞阪竜洋線                                        |                      | 浜松市中央区  |
| 福塚交差点                                                    | 国道150号バイパス                                              |                      | 浜松市中央区  |
| 中田島交差点                                                  | 中田島街道（都市計画道 有玉南中田島線）                        |                      | 浜松市中央区  |
| 米津交差点                                                    | 静岡県道317号米津東若林線                                      |                      | 浜松市中央区  |
| 篠原東交差点                                                  | 市道上島柏原線                                                 |                      | 浜松市中央区  |
| 篠原IC（篠原交差点）                                          | 国道301号、国道257号                                           |                      | 浜松市中央区  |
| 国道1号（浜名バイパス）豊橋・名古屋方面                       |                                                                |                      |               |

## 立体化
2019年3月19日に開かれた国道1号浜松バイパス連絡調整会議にて、浜松バイパスを平面6車線での整備から、連続立体への整備方針転換が示された。

立体化に当たっては、6車線化を見越して広く整備された中央分離帯を活用、途中3箇所にインターチェンジを設ける。車線数は今後検討するとされている。

また、最混雑区間として挙げられていた、長鶴交差点から中田島交差点の区間6.3キロに関しては、最優先整備区間として有料道路での早期共用を目指す考えも明らかにされている。

当バイパスが立体化されることにより、前後の浜名バイパス・磐田バイパス等と合わせて無信号区間が長くなり、通過時間の減少や交通渋滞の解消が期待されている。